# 馬家軍

馬家軍の旗

馬家軍（ばかぐん）は1949年まで甘粛、寧夏、青海地域を支配していた一族の軍閥。一族のほとんどが姓が馬の甘粛省河州（現臨夏回族自治州）出身で、中国のムスリムである、いわゆる回族である。馬家軍の主要人物は甘粛の馬占鰲、馬安良、寧夏の馬福祥、馬鴻逵、馬鴻賓、青海の馬海晏、馬麒、馬麟、馬歩芳で、特に馬鴻逵、馬鴻賓、馬歩芳らを併せて“西北三馬”（シーベイサンマ、西北地方の3頭の馬の意）と呼ばれた。
いずれも清末の回教反乱の中から出で、辛亥革命の混乱の中で政府側に回り、同じ回教徒のライバルと争い勝利して高官の座に昇ったという見方があるため、回民社会では彼らのことを「回回の血で、やつらの官吏制帽の真珠を赤く染めた」と伝えられている。
馬家軍は一貫して回族つまり自らの勢力維持に努め、中国国民党と手を組み、勢力内に侵入してきた中国共産党の西路軍や日本軍と戦った。国共内戦では国民党に味方し共産党軍と戦い、敗色が濃厚になると馬鴻賓が投降し、馬歩芳はメッカ巡礼を大義名分に中東へ、馬鴻逵は国民党と共に台湾へ逃亡した。